# Olivier Saillard
Olivier Saillard, né le 27 juin 1967 à Pontarlier, est un historien français de la mode, auteur de plusieurs ouvrages.
Directeur du musée de la Mode de la Ville de Paris jusque début 2018, il est aussi un performeur.

## Biographie
Olivier Saillard est originaire de Pontarlier où il vit avec ses quatre sœurs et son frère ; ses parents sont chauffeurs de taxi. À douze ans, il fabrique Le Grand Couturier, titre de son premier magazine de mode réalisé pour lui-même, : « j'en faisais les titres, les textes et les dessins ». Ses lectures sont Le Jardin des Modes et Marie Claire.
Il passe son bac puis entre à la faculté de Besançon. Durant ses années d'études en maîtrise d'histoire de l'art, il envoie des illustrations à Christian Lacroix avec qui il devient ami et qui le soutient durant toute sa carrière. Après la faculté de Montpellier, il arrive à Paris pour faire son mémoire. Il rate le concours d'entrée aux Arts-A.
Réformé pour objection de conscience, il fait son service civil au Musée de la mode et du textile, ce qui marque ses débuts comme historien de la mode.
En 1995, Bernard Blistène cherche un conservateur pour le musée de la mode de Marseille, ; sur les conseils de Florence Müller, « un type remarquable » dit-elle, il rencontre le jeune homme.
Devenu alors le plus jeune conservateur de France, Olivier Saillard dirige ce musée durant cinq ans ; il y bouscule alors les codes habituels de la mode dans les musées. C'est là qu'il rencontre pour la première fois celui dont il devient très proche, Azzedine Alaïa.
À la suite de Marseille où il reste cinq ans, il devient le conservateur et responsable de la programmation des « expositions mode » au Musée des arts décoratifs de Paris et un temps résident à la Villa Kujoyama,.

### Écriture et performances
Vers la même époque, il commence à écrire ses « shopping poems », « qui racontent avec humour comment un vêtement, quand il n'est pas lié à la mode, figure dans la presse. » Imprimés sur des Post-it ils sont vendus par colette puis publiés.
Il organise des performances avec certains de ses proches : son compagnon Gaël Mamine qui est responsable du patrimoine pour la maison Balenciaga, l'ancien mannequin Violeta Sanchez, et l'actrice britannique Tilda Swinton. Sa première performance à lieu en 2006, « sans mannequins, ni vêtements » précise-t-il. Il obtient un article de la journaliste réputée Suzy Menkes dans l'International Herald Tribune. Utilisant des vêtements archivés du musée Galliera, il présente « The Impossible Wardrobe » au Palais de Tokyo en 2012. Suzy Menkes « adore » et lui accorde de nouveau un article élogieux dans le New York Times après la performance de fin 2012 qui trouve par ailleurs un large écho dans les médias,,. Des musées américains à Los Angeles, Huston ou New York demandent cette performance. Au delà donc de sa carrière pour les musées, Christian Lacroix décrit Olivier Saillard comme un « poète » et un « auteur », ce qu'il confirme en définissant ces prestations comme « plutôt de la poésie », car « c'est mieux que de dire « performer ».
Olivier Saillard monte « Models Never Talk » une performance avec sept mannequins d'une cinquantaine d'années. Il réunit Tilda Swinton et Charlotte Rampling quelques mois plus tard pour une performance autour de la photographie intitulée « Sur-exposition ». Les images prêtées par la Maison européenne de la photographie sont évoquées « à travers la parole, le regard ou la danse ». Il présente en 2023 une performance axée sur les vêtements transformés de sa mère.

### Palais Galliera
En mai 2010, il prend la direction du Palais Galliera, musée de la Mode de la Ville de Paris, alors fermé pour travaux,, en tant que « conservateur en chef du patrimoine ». Sa première exposition, ayant pour sujet Madame Grès, sera organisée hors des murs du Palais Galliera, au musée Bourdelle,, la seconde aux Docks, cité de la mode et du design, et une suivante, Paris Haute couture, à l'hôtel de ville de la capitale de la mode. La première exposition qu'il organise dans le palais est consacrée à Azzedine Alaïa. Il quitte ce poste début 2018 pour rejoindre la marque de chaussures J.M. Weston.

### Fondation Azzedine Alaïa
En parallèle, il est directeur de la Fondation Azzedine Alaïa aux côtés de sa présidente, Carla Sozzani.
Olivier Saillard est décrit par la presse comme « un historien érudit et iconoclaste », donnant ses préférences aux stylistes ne subissant pas la pression du domaine de la mode tels que Rei Kawakubo, Yohji Yamamoto, Martin Margiela, Nicolas Ghesquière ou Azzedine Alaïa.

## Ouvrages
- Olivier Saillard, L'Homme Objet : La Mode Masculine de 1945 à Nos Jours, Musée de la Mode, février 1996, 95 p. (ISBN 978-2-911213-02-1)
- Olivier Saillard (photogr. Guy Marineau), Une histoire idéale de la mode contemporaine : Les plus beaux défilés de 1971 à nos jours, Paris, Textuel, coll. « Textuel Histoire », septembre 2009, 445 p. (ISBN 978-2-84597-342-8, présentation en ligne)
- Olivier Saillard et al., Madame Grès : la couture à l’œuvre, Paris, Paris Musées, mars 2011, 204 p. (ISBN 978-2-7596-0157-8)
- Olivier Saillard (préf. Ménehould Du Chatelle), Petit lexique des gestes Hermès, Arles/Paris, Actes Sud, mars 2012, 160 p. (ISBN 978-2-330-00207-7, présentation en ligne)
- Olivier Saillard, Palais Galliera et al. (préf. Bertrand Delanoë, photogr. Scheltens & Abbenes), Cristóbal Balenciaga : collectionneur de modes, Paris, Paris Musées, coll. « Catalogue d'exposition », avril 2012, 96 p. (ISBN 978-2-7596-0198-1, présentation en ligne)
- Olivier Saillard et Anne Zazzo (préf. Bertrand Delanoë), Paris Haute Couture : [exposition, Paris, Hôtel de Ville, Salle Saint-Jean, mars-juin 2013], Paris, Skira, novembre 2012, 287 p. (ISBN 978-2-08-128605-4)
- Palais Galliera et Olivier Saillard (préf. Bertrand Delanoë), Alaïa, Paris, Paris Musées, coll. « Catalogue d'exposition », septembre 2013, 206 p. (ISBN 978-2-7596-0230-8)
- Palais Galliera, Alexandra Bosc, Olivier Saillard et al. (préf. Anne Hidalgo), Les années 50 : la mode en France 1947 - 1957, Paris, Paris Musées, juillet 2014, 259 p. (ISBN 978-2-7596-0254-4)
- Olivier Saillard (dir.), Nelly Kaprièlian, Sandrine Tinturier, Alexandre Samson et Gérard Lefort, Dalida, une garde robe de la ville à la scène, Paris-Musées, 2017, 192 p. (ISBN 978-2-7596-0346-6)
- Olivier Saillard (dir.), Madame Grès Couture Paris, Rizzoli, 2024